# Акритас, Альбина Георгиевна
Альби́на Гео́ргиевна Акри́тас (род. 12 июля 1934, Москва, СССР) — советский и российский живописец, художница-монументалист, график, поэтесса, педагог, профессор. Член Президиума Российской академии художеств с 1999 года.
Академик РАХ (1997; член-корреспондент 1990). Народный художник РФ (2004). Член Союза художников СССР с 1962 года. Член Союза писателей РФ с 1997 года.

## Биография
Альбина Акритас родилась 12 июля 1934 года в Москве.
Окончила живописный факультет Ленинградского института живописи, скульптуры и архитектуры им. И. Е. Репина Академии художеств СССР в 1961 году (педагоги: профессор, нар. худ СССР, академик В. М. Орешников, профессор, нар. худ. СССР, академик А. А. Мыльников, профессор, нар. худ. СССР, академик Б. С. Угаров).
В 1962 году принята в Союз художников СССР.
Живёт и работает в поселке Селятино под Москвой.
В марте 2014 года поддержала аннексию Крыма, подписала письмо президенту России Владимиру Путину в поддержку аннексии.

## Семья
- Отец — Акритас Георгий Фёдорович, мать — Симакова Валентина Иосифовна.
- Муж — действительный член РАХ Олег Огурцов (1933—2022)[3].
- Сын — член-корреспондент РАХ Никита Огурцов (род. 1962).
- Внук — Сергей Акритас (род. 1987).

## Основные произведения
Живопись:
- «Строительницы» (1964)
- Серия «Прачки в Переславле-Залесском» (1966)
- «Времена года» (1984)
- «Сбор урожая» (1984)
- «Прощание»
- «В раздевалке» (1983)
- «Пруд в деревне» (1984)
- «Вечер» (1984)
- «Беседа» (1986)
- «Осень» (1986)
- «Вечер в Тригорском» (1987)
- «Троянцы» (1989)
- «Пейзаж в Англии» (1990)
- «Монастырь в Переславле-Залесском» (1990)
- «Домик в Селятине» (1991)
- «Танцовщицы» (1992)
- «Похищение Европы»(1992)
- «Гермес и Майя» (1992)
- «Возвращение блудного сына» (2002)

Графика:
- Серия «Двадцать первостепенный год»
- Серия «Сорок основополагающий год» (1982)
- Серия «Парки Ленинграда» (1982)
- «Работа художника» (1982)
- «Автопортрет»(1982)
- «Обнаженная модель»(1982)
- «Скульптор»(1982—1983)
- «Рисование с натуры»(1982—1983)
- «Вечерний пейзаж»(1983)
- «Античный театр» (1989)
- «Воины» (1989)
- «Персонажи древнегреческой поэзии» (1989)
- «Танцовщицы» (1992)
- «Сиртаки» (1992)

Монументальная живопись:
- 7 монументальных фресок на тему «История Психеи» для Белого зала Президиума Российской Академии художеств (2000)
  - «Разговор Венеры с Купидоном» (400х300см)
  - «Психея на вершине горы» (400х300см)
  - «Сцена в спальне» (400х300см)
  - «Психея в подземном царстве, в Тартаре» (400х300см)
  - «Уснувшая Психея» (400х300см)
  - «Летящие Купидон и Психея» (400х300см)
  - «Свадьба Психеи и Купидона» (200х300см)

## Выставки
- Москва (1972, 1985, 1993, 1996, 2001)
- Ленинград (1987)
- Наро-Фоминск (1999)
- Вильнюс (1970)
- Варшава (1974)
- Белград (1974)
- Бостон (1989)
- Лондон (1990)
- Афины (1992)
- Вена (1995)
- Москва (2015)
- Салоники (2017)

## Награды и звания
- Народный художник Российской Федерации (2004)
- Заслуженный художник РСФСР (1981)
- Действительный член РАХ (1997)